# Indopalpares pardus
Indopalpares pardus is een insect uit de familie van de mierenleeuwen (Myrmeleontidae), die tot de orde netvleugeligen (Neuroptera) behoort. 
Indopalpares pardus is voor het eerst wetenschappelijk beschreven door Rambur in 1842.